# Championnat du Honduras de football 1979
Navigation
Saison précédente Saison suivante
La LINAFUT 1979 est la quatorzième édition de la première division hondurienne.
Lors de ce tournoi, le CD Motagua a tenté de conserver son titre de champion du Honduras face aux neuf meilleurs clubs honduriens.
Chacun des dix clubs participant était confronté trois fois aux neuf autres équipes. Puis les cinq meilleures se sont affrontées lors d'une phase finale à la fin de la saison.
Seulement deux places étaient qualificatives pour la Coupe des champions de la CONCACAF et trois pour la Coupe de la Fraternité.

## Les 10 clubs participants
| \| Tegucigalpa: CD Motagua CD Olimpia Pumas UNAH Puerto Cortés: Atlético Portuario CD Platense Puerto Cortés Deportivo Broncos CD Marathon Real España Tegucigalpa Puerto Cortés CD Marathon Real España Tegucigalpa CD Victoria CD Vida CD Victoria CD Vida \| Localisation des clubs engagés dans le championnat. |
| Tegucigalpa: CD Motagua CD Olimpia Pumas UNAH Puerto Cortés: Atlético Portuario CD Platense Puerto Cortés Deportivo Broncos CD Marathon Real España Tegucigalpa Puerto Cortés CD Marathon Real España Tegucigalpa CD Victoria CD Vida CD Victoria CD Vida                                                           |

| Club                    | Stade                        | Capacité          | Ville          |
| Atlético Portuario (en) | Stade inconnu                | Capacité inconnue | Puerto Cortés  |
| Deportivo Broncos       | Stade Fausto Flores Lagos    | 5 000             | Choluteca      |
| CD Marathon             | Stade Yankel Rosenthal       | 15 000            | San Pedro Sula |
| CD Motagua              | Stade Tiburcio Carias Andino | 35 000            | Tegucigalpa    |
| CD Olimpia              | Stade Tiburcio Carias Andino | 35 000            | Tegucigalpa    |
| CD Platense             | Stade Excelsior              | 10 000            | Puerto Cortés  |
| Real España             | Stade Francisco Morazán      | 20 000            | San Pedro Sula |
| Pumas UNAH              | Stade Tiburcio Carias Andino | 35 000            | Tegucigalpa    |
| CD Victoria             | Stade Nilmo Edwards          | 25 000            | La Ceiba       |
| CD Vida                 | Stade Nilmo Edwards          | 25 000            | La Ceiba       |

## Compétition
La compétition se déroule en deux phases.
Dans un premier temps, l'ensemble des équipes s'affrontent à trois reprises dans une phase régulière qui compte 27 journées.
Dans un second temps, les cinq premiers participent à la phase pentagonale où chaque club affronte deux fois les quatre autres.
Enfin, si le leader de la phase régulière et le vainqueur de la phase pentagonale sont différents, les deux équipes s'affrontent lors d'une finale pour désigner le champion de la saison.

### Phase régulière
Lors de la phase régulière les dix équipes affrontent à trois reprises les neuf autres équipes selon un calendrier tiré aléatoirement.
Le classement est établi sur l'ancien barème de points (victoire à 2 points, match nul à 1, défaite à 0).
Le départage final se fait selon les critères suivants :
- Le nombre de points.
- Un match de barrage en cas de qualification en jeu.

| Rang | Équipe                      | Pts | J  | G  | N  | P  | Bp | Bc | Diff |
| ---- | --------------------------- | --- | -- | -- | -- | -- | -- | -- | ---- |
| 1    | CD Marathon                 | 37  | 27 | 17 | 3  | 7  | 40 | 23 | +17  |
| 2    | CD Olimpia                  | 33  | 27 | 13 | 7  | 7  | 43 | 36 | +7   |
| 3    | Deportivo Broncos           | 30  | 27 | 11 | 8  | 8  | 32 | 27 | +5   |
| 4    | CD Victoria                 | 27  | 27 | 10 | 7  | 10 | 34 | 30 | +4   |
| 5    | Pumas UNAH                  | 27  | 27 | 9  | 9  | 9  | 22 | 22 | 0    |
| 6    | CD Motagua (T)              | 27  | 27 | 9  | 9  | 9  | 29 | 29 | 0    |
| 7    | CD Platense                 | 25  | 27 | 7  | 11 | 9  | 27 | 31 | -4   |
| 8    | Real España                 | 23  | 27 | 7  | 9  | 11 | 28 | 23 | +5   |
| 9    | CD Vida                     | 21  | 27 | 6  | 9  | 12 | 30 | 38 | -8   |
| 10   | Atlético Portuario (en) (P) | 19  | 27 | 6  | 7  | 14 | 29 | 55 | -26  |

| Légende : Qualifications et relégations | Légende : Qualifications et relégations                                                                                 |
| --------------------------------------- | --- |
|                                         | Coupe des champions de la CONCACAF 1980 (1er Tour de qualification) Coupe de la fraternité 1980 (ru) (Quarts de finale) |
|                                         | Coupe de la fraternité 1980 (ru) (Quarts de finale)                                                                     |
|                                         | Relégué en Liga Nacional de Ascenso                                                                                     |
|                                         | En gras: Qualifié pour la phase pentagonale (T) : Tenant du titre (P) : Promu de la saison 1978                         |

### La Phase Pentagonale
Le classement est établi sur l'ancien barème de points (victoire à 2 points, match nul à 1, défaite à 0).
Le départage final se fait selon les critères suivants :
- Le nombre de points.
- Un match de barrage en cas de qualification en jeu.

| Rang | Équipe            | Pts | J | G | N | P | Bp | Bc | Diff |
| ---- | ----------------- | --- | - | - | - | - | -- | -- | ---- |
| 1    | Pumas UNAH        | 12  | 8 | 4 | 4 | 0 | 7  | 3  | +4   |
| 2    | CD Victoria       | 8   | 8 | 3 | 2 | 3 | 10 | 10 | 0    |
| 3    | CD Marathon       | 7   | 8 | 3 | 1 | 4 | 12 | 11 | +1   |
| 4    | Deportivo Broncos | 7   | 8 | 2 | 3 | 3 | 8  | 11 | -3   |
| 5    | CD Olimpia        | 6   | 8 | 2 | 2 | 4 | 4  | 6  | -2   |

### Finale
| Match aller     | CD Marathon    | 1:0 | Pumas UNAH | Stade Yankel Rosenthal |  |
| 9 décembre 1979 | Roberto Bailey |     |            |                        |  |

| Match retour     | Pumas UNAH | 0:1 | CD Marathon    | Stade Tiburcio Carias Andino |  |
| 16 décembre 1979 |            |     | Roberto Bailey |                              |  |

## Bilan du tournoi
| Tableau d'Honneur                   |             |
| Compétition                         | Vainqueur   |
| Liga Nacional de Fútbol de Honduras | CD Marathon |

| Qualifications continentales 1980-1981 |                                    |
| Coupe des champions de la CONCACAF     | Qualifiés                          |
| 1er tour de qualification              | CD Marathon Pumas UNAH             |
| Coupe de la Fraternité                 | Qualifiés                          |
| Quarts de finale (ru)                  | CD Marathon Pumas UNAH CD Victoria |

| Promotions et relégations           |                         |
| Relégué en Liga Nacional de Ascenso | Atlético Portuario (en) |
| Promu de Liga Nacional de Ascenso   | Atlético Morazán        |